# Большие Яуши
Больши́е Я́уши (чув. Мăн Явăш) — деревня в Вурнарском муниципальном округе Чувашской Республики, до преобразования в 2022 году Вурнарского района в муниципальный округ была центром Большеяушского сельского поселения.

## География
Расстояние до Чебоксар 91 км, до районного центра посёлка Вурнары — 20 км, до железнодорожной станции — 20 км.

## Численность населения, структура
В составе Свияжского уезда в конце XVI века — 1781, Малояушской волости Ядринского уезда — 1781—1925, Цивильского уезда — 1925—1927, Вурнарского р-на — 1927—1939, с 1956 по настоящее время, Калининского — 1939—1956. Число дворов и жителей: в 1588 — 15 дворов; 1781—1982 — 288 муж.; 1795 (с двумя выселками) — 49 дворов, 449 муж., 284 жен.; 1859 — 170 дворов, 444 муж., 460 жен.; 1897 — 581 муж., 553 жен.; 1906 — 246 дворов, 610 муж., 612 жен.; 1926 — 287 дворов, 579 муж., 635 жен.; 1939 — 570 муж., 665 жен.; 1979 — 355 муж., 460 жен.; 2002 — 231 двор, 668 чел.: 344 муж., 324 жен.; 2010 — 192 част. домохозяйства, 557 чел.: 298 муж., 259 жен.
| Год       | Число дворов | число муж./жен. |
| --------- | ------------ | --------------- |
| 1588      | 15           | -               |
| 1781-1982 | -            | 288/ -          |
| 1795      | 49           | 449/284         |
| 1859      | 170          | 444/460         |
| 1897      | -            | 581/553         |
| 1906      | 246          | 610/612         |
| 1926      | 287          | 579/635         |
| 1939      | -            | 570/665         |
| 1979      | -            | 355/460         |
| 2002      | 231          | 344/324         |
| 2010      | 192          | 298/259         |

| 2010 | 2012 |
| ---- | ---- |
| 557  | ↗628 |

Климат
Климат умеренно континентальный с продолжительной зимой и теплым, иногда жарким летом, с неустойчивой погодой, с частыми осадками в виде дождей и снега, туманами и ясными солнечными днями. Летом температура в среднем 25-35 градусов тепла, зимой — минус 15-20 °C, иногда ниже −35 °C. Число часов солнечного сияния за год составляет около 1937, наиболее солнечным является период с апреля по август. За год в среднем отмечается 95 дней без солнца.
Абсолютный минимум температуры достигает — 42 °C, максимальная температура летом повышается до + 37 °C тепла. Среднегодовая температура воздуха равна 2,7- 3,0 °C. Амплитуда колебаний температуры воздуха в течение года довольно велика. Самым теплым месяцем является июль, со средней месячной температурой + 18,5 °C, самым холодным — январь, со средней месячной температурой — 12,5 °C.
Продолжительность теплого периода со средней суточной температурой выше 0 °C составляет 200—210 дней, холодного с температурой ниже 0 °C — 155—165 дней.
Район расположен в зоне с неустойчивым увлажнением, поэтому отдельные годы и сезоны могут быть с достаточным или избыточным увлажнением, другие, наоборот, засушливые или с длительными сухими периодами. За год на территории выпадает 552 мм осадков. Осадки теплого периода составляют 70 % общего количества. Летние осадки нередко носят ливневый характер и сопровождаются грозами. Устойчивый снежный покров образуется в середине ноября и лежит в течение 5 месяцев. Высота снежного покрова за зиму достигает в среднем 44 см (в отдельные годы — 73 см). Относительная влажность воздуха в наиболее теплые месяцы (июнь — август) составляет около 77 %. Число дней с относительной влажностью воздуха 30 % и менее составляет 15,8, причем, чаще всего она наблюдается в мае и июне, самом сухом времени. Среднегодовая относительная влажность составляет 77 %.
В целом за год преобладающими являются западные ветры. В теплый период заметно увеличение повторяемости западных и северо — западных, в холодный — юго-восточных и юго-западных ветров. Среднегодовая скорость ветра составляет 4,2 м/сек, с максимумом в марте — 4,7 м/сек. Довольно велика повторяемость сильных ветров от 15 м/сек и выше. Число дней с таким ветром составляет в среднем за год 19, наибольшее число таких дней — 35 за год. Из неблагоприятных явлений погоды следует отметить туманы и метели, число дней которых в году соответственно составляют 34 и 24.
Условия перезимовки с/х культур везде благоприятны. В целом вся территория поселения характеризуется значительной теплообеспеченностью вегетационного периода. Здесь возможно возделывание озимых и яровых зерновых культур, зернобобовых, зерновых, овощных и плодовых культур, корнеплодов, кормовых и злаковых трав.
Как и вся Чувашская Республика Большеяушское сельское поселение находится в зоне рискованного земледелия.
| Показатель                | Янв. | Фев. | Март | Апр. | Май  | Июнь | Июль | Авг. | Сен. | Окт. | Нояб. | Дек. | Год  |
| ------------------------- | ---- | ---- | ---- | ---- | ---- | ---- | ---- | ---- | ---- | ---- | ----- | ---- | ---- |
| Абсолютный максимум, °C   | 2,1  | 3,0  | 7,0  | 20,4 | 29,0 | 29,3 | 32,8 | 33,4 | 20,5 | 19,1 | 7,4   | 0    | 33,4 |
| Абсолютный минимум, °C    | −20  | −6   | −8,1 | 0    | 8,3  | 7,0  | 14,0 | 11,4 | 7,1  | −2   | −15,2 | −27  | −27  |
| Источник: Погода и климат |      |      |      |      |      |      |      |      |      |      |       |      |      |

## История
Первое упоминание деревни относится к 1588 году. По легенде, основал её человек по имени «Явăш». Впоследствии его сыновья, отделившись, основали близлежащие деревни: Ойкас Яуши, Синьял Яуши, Малые Яуши (Кĕçĕн Кипек). Первая четырёхклассная церковно-приходская школа была открыта в 1892 году. Первым учителем в ней был Никитин Григорий Никитич. К тому времени в деревне насчитывалось 170 хозяйств, 1134 душ, а в школу ходили 20 детей. Исторические названия: Явăш. Жители — чуваши, до 1724 ясачные, до 1866 государственные крестьяне; занимались земледелием, животноводством, промыслами. В 1901—1932 функционировал храм Св. Сергия Радонежского, с 1892 — одноклассная церковно-приходская школа. В 1931 образован колхоз «им. Ленина». В настоящее время имеются школа, офис врача общей практики, библиотека, клуб, спортплощадка, отделения связи и сбербанка, 3 магазина, также строится часовня. С районным центром п. Вурнары налажено ежедневное автобусное сообщение.

### Краткая историческая справка о школе
В 1887 году 22 февраля крестьяне деревни Большие-Яуши Ядринского уезда на собрании решили открыть в своей деревне школу для обучения детей грамоте. С этой целью они направили письмо инспектору чувашских школ по Казанской губернии Ивану Яковлевичу Яковлеву с просьбой ходатайствовать об открытии школы в деревне Большие-Яуши.
Письмо имело следующее содержание:
"Мы, нижеподписавшиеся Казанской губернии Ядринского уезда Малояушской волости крестьяне деревни Боьших Яуш околодков: Мунъял, Ойкасов и Синъял, были сего числа в общем собрании на соединенном сельском сходе обществ № 1 и 2 Большеяушских обществ в присутствии местных сельских старост Игнатья Петрова и Константина Федорова, между прочим и по продолжительном и всестороннем обсуждении единогласно постановили сей приговор в следующем:
1. ходатайствовать через наше Малояушесское волостное правление перед учебным начальством об открытии у нас в деревне Большие Яуши для обучения грамоте наших детей одноклассного инородческого Министерства народного просвещения училище;
2. в случае открытия такого училища бесплатно отвести под усадьбу его в черте нашего селения по выбору и желанию учебного начальства земли в количестве одной десятины;
3. установить ежегодный сбор с наших обществ в пособие к казенным средствам на содержание училища по шестидесяти рублей в год, а в случае потребности дополнительного, мы, крестьяне уклоняться от сего приговора не будем, с тем, чтобы этот сбор производить по уравнительной раскладке со всех наличных душ наших обществ, пользующихся землею, только за настоящий 1887годпроизвести сбор этот во второй половине года, именно в октябре или в ноябре;
4. принять на себя подвоз всех строительных материалов при постройке собственного училищного здания, а равно и дров для отопления его; отвести бесплатно от общества временное помещение под училище в крестьянском доме.

В том и подписываемся." Всего 219 подписей.
ИГА ЧР, ф. 501, от 1; д.71, л. 2-4. Подлинник. Рукопись.
По рассказам стариков (Туринге Ананий Васильевич) написать письмо помогал Томасов Тимофей Федорович, который в то время был председателем Малояушского волостного правления. До этого в 1882 годах он обучал детей в Ораушской школе.
Но быть или не быть новой школе зависело от церковных властей, прежде всего от архиепископа. Без его согласия не открывалось ни одно училище. Инспектор Яковлев должен был своевременно уведомлять церковные власти об открытии того или иного учебного заведения. Об открытии училища в Больших Яушах он направил уведомление Казанскому архиепископу Павлу 9 декабря 1887 года. В уведомлении было написано: « Малояушевское волостное правление Ядринского уезда препроводило ко мне приговор общества крестьян Больших Яуш Сугут- Торбиковского прихода о желании открыть в этой деревне одноклассное инородческое Министерства народного просвещения училище. Ввиду этого до возбуждения ходатайства перед господином попечителем Казанского учебного округа я осмеливаюсь почтительнейше просить сообщить мне, не планируют ли открытие в деревне Больших Яушах церковно-приходской школы, вообще не имеется ли препятствий с Вашей стороны к открытию одноклассного инородческого училища в деревне Больших Яушах, что деревня Большие Яуши находится среди чисто чувашского глухого населения, где по-моему мнению, весьма было бы желательно открытие училище.»
(ЦГА ЧАССР, ф. 207, от 1, д. 52, л.107)
В Больших Яушах училище не открыли, но только через шесть лет в 1893 году тут начала работать церковно-приходская школа. Специального здания для школы не было, школа находилась на квартире у крестьянина Аврама Ивановича. Первым учителем был Никитин Григорий Никитич, который был уроженцем деревни Синьял Яуши.
В 1901 году в Больших Яушах построили церковь, и в том же году рядом с церковью поставили здание церковно-приходской школы.
С 1932 года в Больших Яушах начала работать неполная средняя школа, первым директором был Альдемасов Алексей Васильевич уроженец из Ибресинского района.
В 1980 году в Больших Яушах открыли среднюю школу имени Героя Советского Союза Федора Ивановича Ашмарова. С 1980 по 1986 годы бессменно директором работал Андреев Никон Андреевич.
В 1982 году был первый выпуск средней школы.

## Уроженцы
- Ашмаров, Фёдор Иванович (1897—1944) — Герой Советского Союза[5].
- Андрей Петрович Петров-Туринге (1858—1913) — религиозный деятель и композитор. В 1877—1889 гг. был преподавателем церковного пения Симбирской чувашской учительской школы, затем переехал в Уфимскую губернию. С 1881 года — священник. П. принадлежит основная заслуга в постановке церковного пения на чувашском языке, автор впервые переложенных на ноты чувашских песен, учебных пособий по музыке для чувашских школ.[6]
- Хрисан Степанов — пионер-герой, убитый в 1932 году[7].
- Воробьёв, Алексей Александрович — чувашский поэт[8].
- Томасов Михаил Тимофеевич — партийный и государственный деятель. Участник Первой мировой войны.
- Таймасов Леонид Александрович — историк, доктор исторических наук, профессор (2012).
- Михайлов Ананий Михайлович — государственный деятель, журналист.
- Донской Федор Герасимович — иконописец.
- Михайлов Ананий Михайлович — государственный деятель, журналист.